# Colwich, Staffordshire
Colwich är en ort och civil parish i Storbritannien.   Den ligger i grevskapet Staffordshire och riksdelen England, i den södra delen av landet, 190 km nordväst om huvudstaden London. Colwich ligger 78 meter över havet och antalet invånare är 2 485.
Terrängen runt Colwich är huvudsakligen platt. Colwich ligger nere i en dal. Runt Colwich är det tätbefolkat, med 982 invånare per kvadratkilometer. Närmaste större samhälle är Rugeley, 4,4 km sydost om Colwich. I omgivningarna runt Colwich växer i huvudsak blandskog.